# 青海可可西里国家级自然保护区
青海可可西里国家级自然保护区位于青海省西北部，与新疆、西藏接壤，面积4.5万平方公里，是目前世界上原始生态环境保存较好的自然保护区，也是目前中国建成的面积最大，海拔最高，野生动物资源最为丰富的自然保护区之一。可可西里地区气候严酷，自然条件恶劣，年平均气温-4.4℃～10℃,最低气温-46℃，人类无法长期居住，故被称为“世界第三极”，“生命的禁区”。然而正因为如此，高原野生动物获得了得天独厚的生存条件，使得该地区成为了“野生动物的乐园”。藏羚羊是该保护区的代表物种，同时雪豹，棕熊等珍稀食肉动物也有分布。
2017年，青海可可西里国家级自然保护区发布公告，禁止一切单位或个人随意进入保护区开展非法穿越活动。2020年9月4日，青海省海西蒙古族藏族自治州格尔木市公安局发布通告，禁止遊客从格尔木前往可可西里自然保护区开展旅游、探险、穿越等活动，违者将处理。

## 地貌特征
可可西里地区地处青藏高原腹地，地势较高，平均海拔超过4600米，最高峰海拔6860米。最低点海拔4200米。南北边缘为乌兰乌拉山和昆仑山脉的一部分。 除了南北边缘山地为大、中起伏的高山和极高山外，可可西里的广大地区主要为中小起伏的高山和高海拔丘陵、台地和平原。

## 植被特点
可可西里自然保护区处在青藏高原高寒草甸与高寒荒漠的过渡区，主要植被类型是高寒草原和高寒草甸，高山冰缘植被也有较大面积的分布，高寒荒漠草原、高寒垫状植被和高寒荒漠也有少量分布，高寒荒漠仅分布在极个别的地区。高寒草甸主要以高山蒿草(学名：Kobresia pygmaea)和无味苔草(学名：Carex pseudo foelida)为建群种。高寒草原则以紫花针茅(学名：Stipa purea)、扇穗茅(学名：Littiedalea racemosa)、青藏苔草(学名：Carex moorcroftii)等为建群种。

## 动物种类
可可西里国家级自然保护区分布的哺乳动物有30种，鸟类54种，爬行类1种，鱼类6种。 除了有“高原精灵”之称的藏羚羊，可可西里自然保护区还分布着大量珍稀野生动物，如野牦牛、藏野驴、藏原羚等，种群大，数量多。然而珍稀食肉动物中除棕熊较常见外，雪豹、猞猁、兔狲等均较为少见。
可可西里自然保护区的主要珍稀动物如下：
- 藏羚羊
- 藏原羚
- 藏雪鸡
- 牦牛
- 大鵟
- 红隼
- 猎隼
- 岩羊
- 盘羊
- 雪豹
- 兔狲
- 猞猁
- 石貂
- 豺
- 藏野驴
- 黑颈鹤
- 金雕
- 白唇鹿
- 藏狐
- 藏倉鼠
- 高原兔